# Qualitätswein
Qualitätswein ist eine internationale Bezeichnung für Weine einer höheren Güteklasse, die bestimmte gesetzliche Mindestanforderungen erfüllen.

## Deutschland
In Deutschland wird unterschieden zwischen Qualitätswein bestimmter Anbaugebiete (QbA) und der höheren Qualitätsstufe Qualitätswein mit Prädikat (Kabinett, Spätlese, Auslese, Beerenauslese, Trockenbeerenauslese, Eiswein), die seit 2006 auch offiziell Prädikatswein genannt wird.
Tafel- und Landweine sind keine Qualitätsweine in diesem Sinne. Anbaugebiete, die nicht als Qualitätsweingebiete ausgewiesen sind, dürfen ihren Wein nicht als Qualitätswein, sondern nur als Land- oder Tafelwein vermarkten, auch wenn die anderen Anforderungen für Qualitätswein erfüllt wären. In Deutschland betrifft dies im Wesentlichen den Baierwein (Landweingebiet Regensburg) und das Stargarder Land in Mecklenburg-Vorpommern.

### Kriterien für Qualitätswein
In Deutschland darf ein Wein nur dann als Qualitätswein bezeichnet werden, wenn ihm auf Antrag eine amtliche Prüfungsnummer (A.P.-Nr.) zugeteilt worden ist. Voraussetzungen dafür sind
- der Nachweis der geographischen Herkunft des Weines aus einem zugelassenen Gebiet
- eine Mindestqualität des Leseguts (Mostgewicht)
- die bestandene Qualitätsweinprüfung für bestimmte analytische Höchst- und Mindestwerte und ein sensorisch beurteilter Mindeststandard des Weines
- die Einhaltung von Richtlinien für Rebsorte, Anbau, Lese und Ausbau, so darf etwa im Gegensatz zum QbA-Wein ein Qualitätswein mit Prädikat nicht zur Alkoholerhöhung angereichert werden. Einige der Richtlinien, wie zum Beispiel die Festlegung auf bestimmte Rebsorten, gelten nur in ausgewählten Gebieten und sind von Gebiet zu Gebiet unterschiedlich definiert.

## Österreich
Nach dem Österreichischen Weingesetz von 2009 sind Qualitäts- und Prädikatsweine sowie Weine mit der Auszeichnung Districtus Austriae Controllatus (DAC) Weine mit geschützter Ursprungsbezeichnung (g.U.). Die Auszeichnung als DAC wurde durch eine Novellierung des österreichischen Weingesetzes als gebietsspezifische Bezeichnung analog zum französischen oder italienischen Weinrecht geschaffen, sie wird seit 2003 in mehreren Weinbaugebieten genutzt.
Alle Qualitäts- und Prädikatsweine dürfen erst nach staatlicher Prüfung und Vergabe einer staatlichen Prüfnummer in Verkehr gebracht werden. Die Kennzeichnung erfolgt mit einer rot-weiß-roten Banderole als Zeichen für im Inland auf Flaschen gefüllten Qualitätswein und durch die verpflichtende Angabe der staatlichen Prüfnummer, des Weinbaugebietes sowie von Rebsorte, Jahrgang und Qualitätsstufe auf dem Etikett.
Für alle Qualitätsweine gilt ein Hektarhöchstertrag von 9000 kg (bzw. 6750 l Wein/ha). Er wird ausschließlich aus Trauben eines einzigen Anbaugebietes und gesetzlich vorgegebener Rebsorten erzeugt und muss im Anbaugebiet selbst oder in den direkt angrenzenden Gebieten verarbeitet werden. In Österreich liegt die Produktionsmenge von Qualitäts- und Prädikatweinen deutlich über der einfacherer Qualitätsstufen.

### Kriterien für Qualitätsweine
- Qualitätswein muss ein Mostgewicht von mind. 15 °KMW = 73°Oe erreichen

- ein Zusatz von Zucker ist bis zu einem Gesamtgehalt von 15 g/l unvergorenem Zucker erlaubt
- eine Alkoholanreicherung ist im Umfang von maximal 2,0 % vol zulässig
- der maximale Alkoholgehalt darf bei Weißwein 13,5 % vol und bei Rotwein 14,5 % vol nicht überschreiten

- für Kabinettwein, der in Österreich nicht zu den Prädikatsweinen zählt, sind mind. 17 °KMW = 84° Oe erforderlich

- der natürliche Alkoholgehalt darf nicht erhöht werden
- der maximale Alkoholgehalt sind 13 % vol
- der Gehalt an unvergorenem Zucker darf höchstens 9 g/l betragen
- eine Zugabe von Zucker ist nicht zulässig

- für die Prädikatsweine besonderer Reife und Leseart gelten zusätzlich folgende über den Kabinettwein hinausgehenden Mindestanforderungen:

- Spätlese mind. 19 °KMW = 94 °Oe
- Auslese mind. 21 °KMW = 105 °Oe
- Beerenauslese mind. 25 °KMW = 127 °Oe
- Ausbruch mind. 27 °KMW = 138 °Oe
- Trockenbeerenauslese mind. 30 °KMW = 146 °Oe
- Eiswein mind. 25 °KMW = 127 °Oe, die Ernte und Kelterung erfolgt mit gefrorenen Trauben
- Strohwein oder Schilfwein mind. 25 °KMW = 127 °Oe zum Erntezeitpunkt, die Trauben werden vor der Kelterung mindestens zwei bis drei Monate getrocknet

## Schweiz
Die Qualitätsstufen des Weins werden in der Schweiz durch die Weinverordnung von 2007 geregelt. Sie unterscheidet die Qualitätsstufen Tafelwein, Landwein sowie Weine mit kontrollierter Ursprungsbezeichnung (KUB/AOC), letztere entsprechen in ihren Anforderungen den Qualitätsweinen.
Die genauen Anforderungen werden von den Kantonen für die einzelnen Weinbaugebiete geregelt, die Verordnung legt aber verbindliche Mindestmostgewichte und Höchsterträge für die drei Weinbauregionen Westschweiz, Deutschschweiz und italienische Schweiz fest und definiert die von den Kantonen zu regelnden Kriterien.

### Kriterien für Qualitätsweine
- eine kontrollierte Herkunft aus einem definierten Anbaugebiet; die Ursprungsbezeichnis kann ein Kanton oder eine Region innerhalb eines Kantons sein
- der Wein wird aus einer oder mehreren festgelegten Rebsorten mit zulässigen Anbaumethoden produziert und nach zugelassenen Methoden ausgebaut
- es wird ein festgelegter natürlicher Mindestzuckergehalt erreicht
- die Begrenzung der Erträge pro Flächeneinheit für die einzelnen zugelassenen Rebsorten
- die Einhaltung analytischer Grenzwerte und eine erfolgreiche organoleptischen Prüfung des verkaufsfertigen Weines.

Daneben werden in der Weinverordnung zahlreiche geschützte Begriffe mit gesonderten Anforderungen definiert, wie etwa für spezielle Reifegrade oder Leseverfahren (Auslese, Spätlese und Beerenauslese), aber auch für Lagerung (Primeur, Reserve) oder besondere Lagen (Village, Chateau). Die Ausgestaltung der Detailanforderungen obliegt auch hier in der Regel den Kantonen, nur vereinzelt regelt bereits die Bundesverordnung Mindestmostgewichte und ein Verbot der Anreicherung. Als Schweizer Besonderheit sind viele dieser Begriffe in mehreren Sprachen ausgewiesen und geschützt.

## Frankreich
Hier entsprechen die Weine der Appellation d’Origine Contrôlée (AOC) und die Vins Délimités de Qualité Supérieure (VDQS) den deutschen Qualitätsweinen b.A. Bei den AOC-Weinen wird nur das Herkunftsgebiet genannt, bei den höheren stehen die Untergebiete, einzelne Lagen oder Châteaux mit auf dem Etikett, oder sie fallen unter die Cru-Bewertungen wie Grand Cru classé in den Stufen Premier, Deuxième, Troisième, Quatrième und Cinquième Cru oder Cru Bourgeois resp. Cru Bourgeois Supérieur und Cru Bourgeois Exceptionnel.
Siehe auch: Qualitätsstufen Weinbau in Frankreich

## Italien
Die DOC- und DOCG-Weine ohne zusätzliche Prädikate sind mit deutschen Qualitätsweinen b.A. zu vergleichen.

## Portugal
Portugal besitzt 40 Anbaugebiete für Qualitätsweine, die in einer besonderen Region produziert wurden und deshalb die VQPRD-Kennzeichnung (Vinho de Qualidade Produzido em Região Demarcada) tragen. 26 davon tragen das DOC-Kürzel (Denominação de Origem Controlada), die Weine der nächstfolgenden Qualitätsweinstufe die IPR-Bezeichnung (Indicação de Proveniencia Regulamentada). Außerdem zählen zu Portugals Qualitätsweinen auch 6 VR- bzw. Landweinregionen (Vinho Regional).

## Ungarn
Gemäß dem Weingesetz heißt in Ungarn ein Qualitätswein Minőségi Bor und muss mindestens 12 Vol.-% Alkohol enthalten. Ort und Zeit der Abfüllung, Abfüller, Rebsorte, Jahrgang, Herkunft, Alkoholgrad und Ladenpreis müssen auf dem Etikett angegeben werden.